# Овілле
Овілле́ (фр. Hautvillers) — муніципалітет у Франції, у регіоні Гранд-Ест, департамент Марна. Населення — 649 осіб (01.01.2021).
Муніципалітет розташований на відстані близько 120 км на схід від Парижа, 34 км на північний захід від Шалон-ан-Шампань.

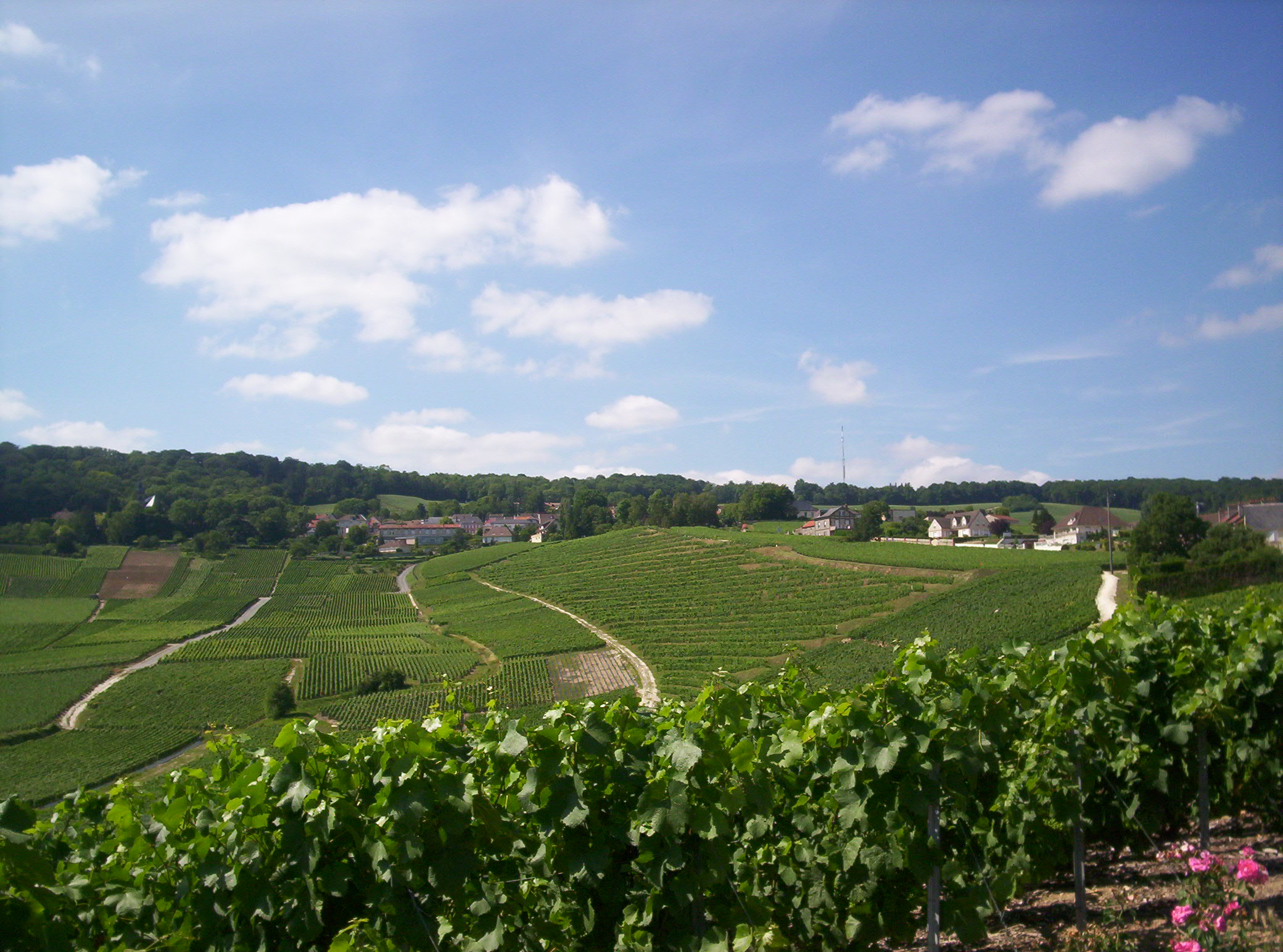

## Історія
До 2015 року муніципалітет перебував у складі регіону Шампань-Арденни. Від 1 січня 2016 року належить до нового об'єднаного регіону Гранд-Ест.

## Демографія
Динаміка населення (INSEE ):
Розподіл населення за віком та статтю (2006):
| Стать | Всього | До 15 років | 15-24 | 25-44 | 45-64 | 65-85 | Понад 85 |
| --- | ------ | ----------- | ----- | ----- | ----- | ----- | -------- |
| Чоловіки | 404    | 72          | 36    | 128   | 100   | 60    | 8        |
| Жінки | 388    | 64          | 28    | 112   | 96    | 84    | 4        |
| \| Статево-вікова піраміда \| Статево-вікова піраміда \| Статево-вікова піраміда \| \| ----------------------- \| ----------------------- \| ----------------------- \| \| Чоловіки \| Вік \| Жінки \| \| 8 \| 85 + \| 4 \| \| 16 \| 80-84 \| 20 \| \| 8 \| 75-79 \| 20 \| \| 12 \| 70-74 \| 28 \| \| 24 \| 65-69 \| 16 \| \| 32 \| 60-64 \| 16 \| \| 28 \| 55-59 \| 28 \| \| 20 \| 50-54 \| 20 \| \| 20 \| 45-49 \| 32 \| \| 32 \| 40-44 \| 20 \| \| 32 \| 35-39 \| 36 \| \| 36 \| 30-34 \| 36 \| \| 28 \| 25-29 \| 20 \| \| 8 \| 20-24 \| 8 \| \| 28 \| 15-20 \| 20 \| \| 28 \| 10-14 \| 32 \| \| 24 \| 5-9 \| 16 \| \| 20 \| 0-4 \| 16 \| |        |             |       |       |       |       |          |
| Статево-вікова піраміда |        |             |       |       |       |       |          |
| Чоловіки | Вік    | Жінки       |       |       |       |       |          |
| 8 | 85 +   | 4           |       |       |       |       |          |
| 16 | 80-84  | 20          |       |       |       |       |          |
| 8 | 75-79  | 20          |       |       |       |       |          |
| 12 | 70-74  | 28          |       |       |       |       |          |
| 24 | 65-69  | 16          |       |       |       |       |          |
| 32 | 60-64  | 16          |       |       |       |       |          |
| 28 | 55-59  | 28          |       |       |       |       |          |
| 20 | 50-54  | 20          |       |       |       |       |          |
| 20 | 45-49  | 32          |       |       |       |       |          |
| 32 | 40-44  | 20          |       |       |       |       |          |
| 32 | 35-39  | 36          |       |       |       |       |          |
| 36 | 30-34  | 36          |       |       |       |       |          |
| 28 | 25-29  | 20          |       |       |       |       |          |
| 8 | 20-24  | 8           |       |       |       |       |          |
| 28 | 15-20  | 20          |       |       |       |       |          |
| 28 | 10-14  | 32          |       |       |       |       |          |
| 24 | 5-9    | 16          |       |       |       |       |          |
| 20 | 0-4    | 16          |       |       |       |       |          |

## Економіка
Головна галузь - виноградарство та виноробство. Виробництво шампанського.

## Зайнятість населення
2010 року серед 529 осіб працездатного віку (15—64 років) 419 були активними, 110 — неактивними (показник активності 79,2%, у 1999 році було 76,9%). З 419 активних мешканців працювали 382 особи (197 чоловіків та 185 жінок), безробітними було 37 (16 чоловіків та 21 жінка). Серед 110 неактивних 37 осіб було учнями чи студентами, 56 — пенсіонерами, 17 були неактивними з інших причин.

У 2010 році в муніципалітеті числилось 338 оподаткованих домогосподарств, у яких проживали 794,0 особи, медіана доходів виносила 23 802,5 євро на одного особоспоживача

## Галерея зображень

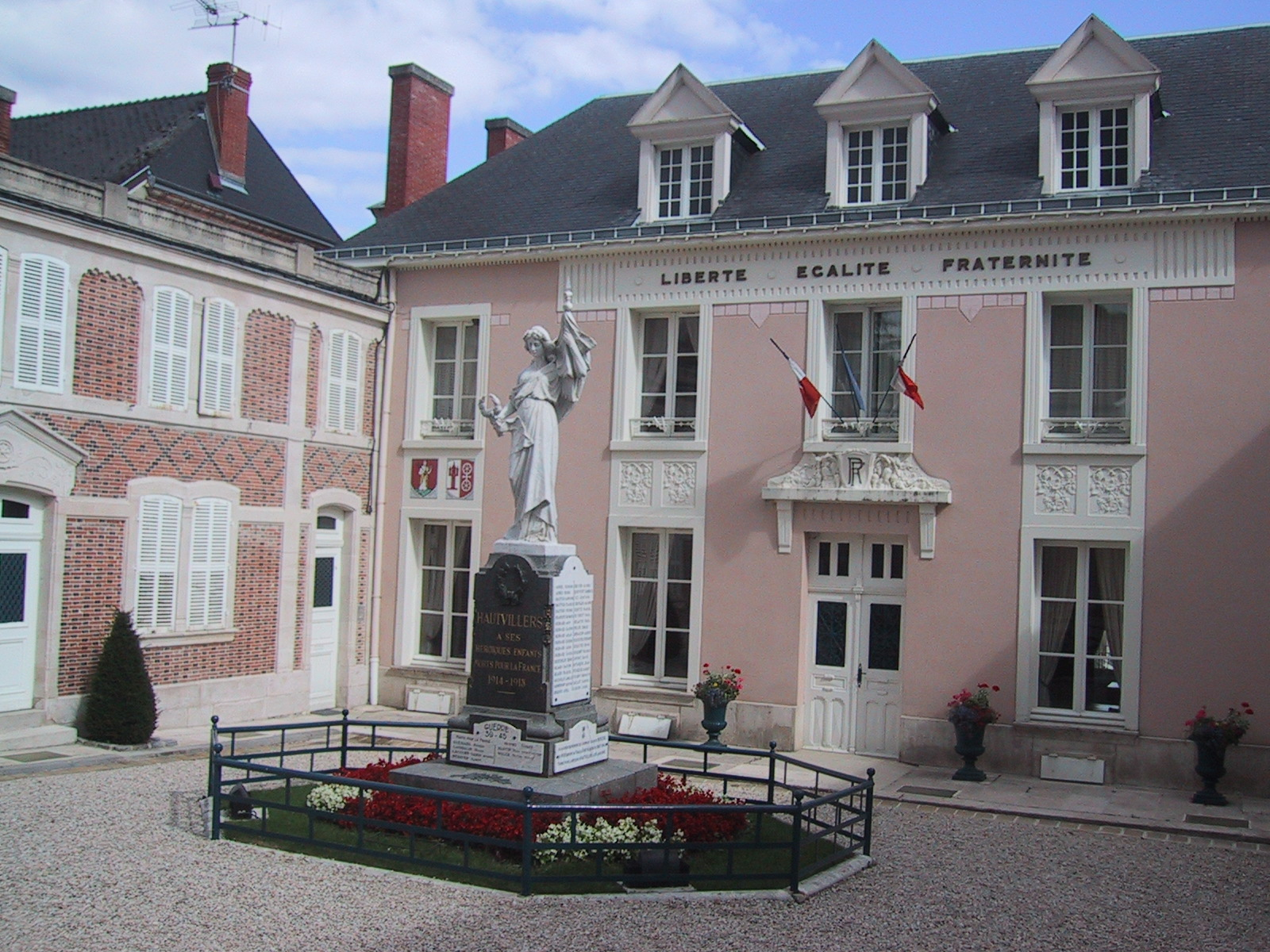
Мерія
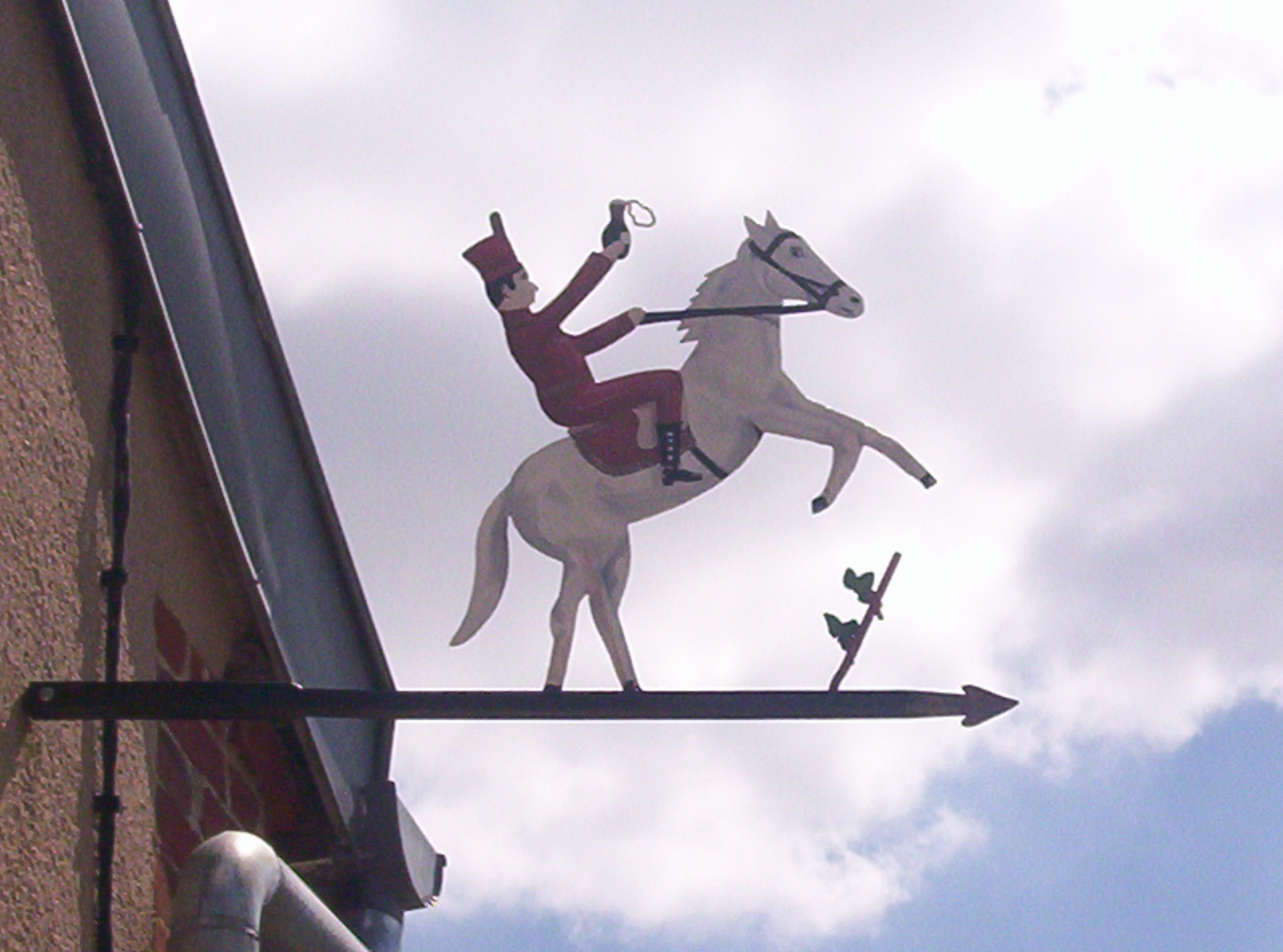
Кований коник
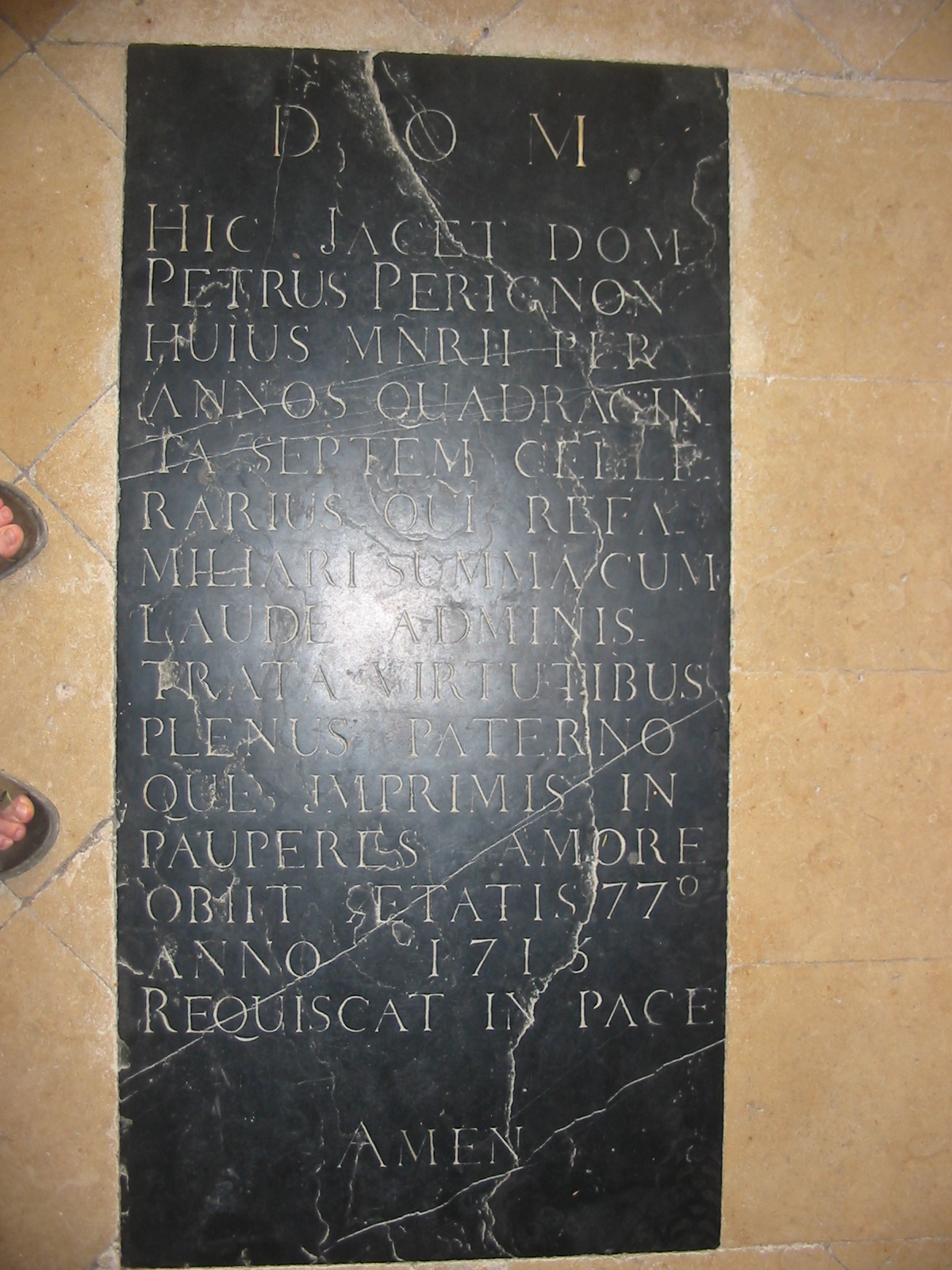
Могила Дома Периньйона